# Iryanthera paraensis
Iryanthera paraensis là một loài thực vật có hoa trong họ Myristicaceae. Loài này được Huber mô tả khoa học đầu tiên năm 1909.